# 九条任子
九条 任子（くじょう たえこ/にんし、承安3年9月23日（1173年10月31日） - 暦仁元年12月28日（1239年2月3日））は、平安時代末期から鎌倉時代にかけての后妃、女院。後鳥羽天皇の中宮。父は摂政関白九条兼実。母は中宮職藤原季行の女・兼子。院号は宜秋門院（ぎしゅうもんいん）。法名は清浄智。所生に昇子内親王（春華門院）がいる。

## 生涯
文治5年（1189年）、従三位。文治6年（1190年）1月、後鳥羽天皇の元服に伴い入内し、女御宣下され、4月には中宮に冊立。建久6年（1195年）昇子内親王出産。建久7年（1196年）、建久七年の政変で父・兼実の失脚により内裏を退出。
正治2年（1200年）院号宣下、宜秋門院となる。正治3年（1201年）、母・兼子の死去により、法然の下で受戒。承元元年（1207年）父・兼実が薨去。建暦元年（1211年）昇子内親王が薨去。建暦2年（1212年）院号・年官・年爵を辞した。
承久3年（1221年）、承久の乱で、夫・後鳥羽上皇が隠岐島に配流となる。暦仁元年（1238年）崩御。享年66。

## 関連作品
テレビドラマ
- 『草燃える』（1979年、NHK大河ドラマ、演：沢井桃子）